# 三江口 (宁波)
三江口是中国浙江宁波城市的发源地，其历史可以追溯到唐代。历史上，三江口作为宁波城市中心的历史长达千余年，是宁波海上航运和海上丝绸之路的重要起点，也是近代以来西方文化较早影响宁波的地区。直到现在，三江口仍然是宁波行政和商业中心，分布着大量历史遗迹。根据2011年发布的三江口核心区规划，宁波三江口核心区范围东界为曙光路，西界为解放路-大庆南路，南界为百丈路-大沙泥街，北界为惊驾路，规划用地350公顷。

## 地理
三江口位于海曙区、鄞州区、江北区交界处，得名于姚江、奉化江汇合为甬江之处。姚江为甬江干流，发源于四明山夏家岭，上游接浙东运河可达钱塘江南岸，为宁波历史上重要的航道。奉化江为甬江最大支流，同样发源于四明山。三江口地处宁波平原中部，地势平坦，为第四纪堆积平原。

## 历史
三江口有人居住的历史可以追溯到西汉。东晋时为防范孙恩起义军，刘牢之在三江口筑筱墙，目前仍存有筱墙巷的地名。738年(开元二十六年)，明州建置，最初治所位于小溪（今海曙区鄞江镇境内）。821年(长庆元年)，明州刺史韩察将明州州治迁到三江口，并筑内城，标志着宁波建城之始。宁波城市中心从此确立在三江口。898年(乾宁五年)，宁波罗城(即外城)建成。在此之后，虽经历代战乱，直至民国，宁波老城的城市范围基本没有改变。宁波三江上最早的浮桥——灵桥在唐代修建，成为沟通奉化江两岸的交通要道。宁波港口的最早位置也位于三江口西岸，老城东渡门外，为海上丝绸之路起点之一。1844年，宁波开埠，江北岸形成外人居留地，并留下了领事馆、海关、教堂、轮船码头和一批石库门建筑。中华民国成立后，为了改善市政，宁波拆除了旧城墙，开始铺设环城和城内马路。改革开放后，三江口修建了大批现代建筑，原有的不少旧建筑被拆除，区域风貌发生了较大的变化。

## 古迹
由于宁波城市中心长期位于三江口，三江口汇集了大量各个时期的文物古迹，包括唐代以来的历史建筑，近代西方文明影响宁波留下的西式建筑以及宁波商人的住宅、会所等建筑。天封塔始建于武周天册万岁、万岁登封年间，早于宁波在三江口建城126年，因而长期为宁波的地标建筑。鼓楼又名海曙楼，为唐代宁波建子城时的南城门，始建于唐长庆元年，是宁波仅存的古城楼遗址。咸通塔是浙江省现存唯一的唐代砖塔。永丰库遗址是中国大陆首次发现的古代大型仓库遗址。天一阁始建于明代，现藏书三十万卷，是亚洲现存最早的藏书楼。庆安会馆是江南现存唯一兼具天后宫与会馆功能的古建筑群，建成于清咸丰三年，为北号船商议事场所。咸丰四年十一月，船商在庆安会馆作出购买西洋轮船的决定，该轮船为中国人自办的第一艘轮船。江北岸近代建筑群是宁波开埠以来围绕江北岸码头形成的一系列近代建筑的统称，其中包括1861年建成的浙海关总税务司办公楼，1876年建成的江北岸天主教堂，1927年建成的宁波邮政局等近现代建筑，反映了近代西方文化对宁波的影响。
- 鼓楼和永丰库遗址
- 天封塔
- 咸通塔
- 庆安会馆
- 江北岸天主教堂夜景
- 宁波邮政局旧址

## 商业

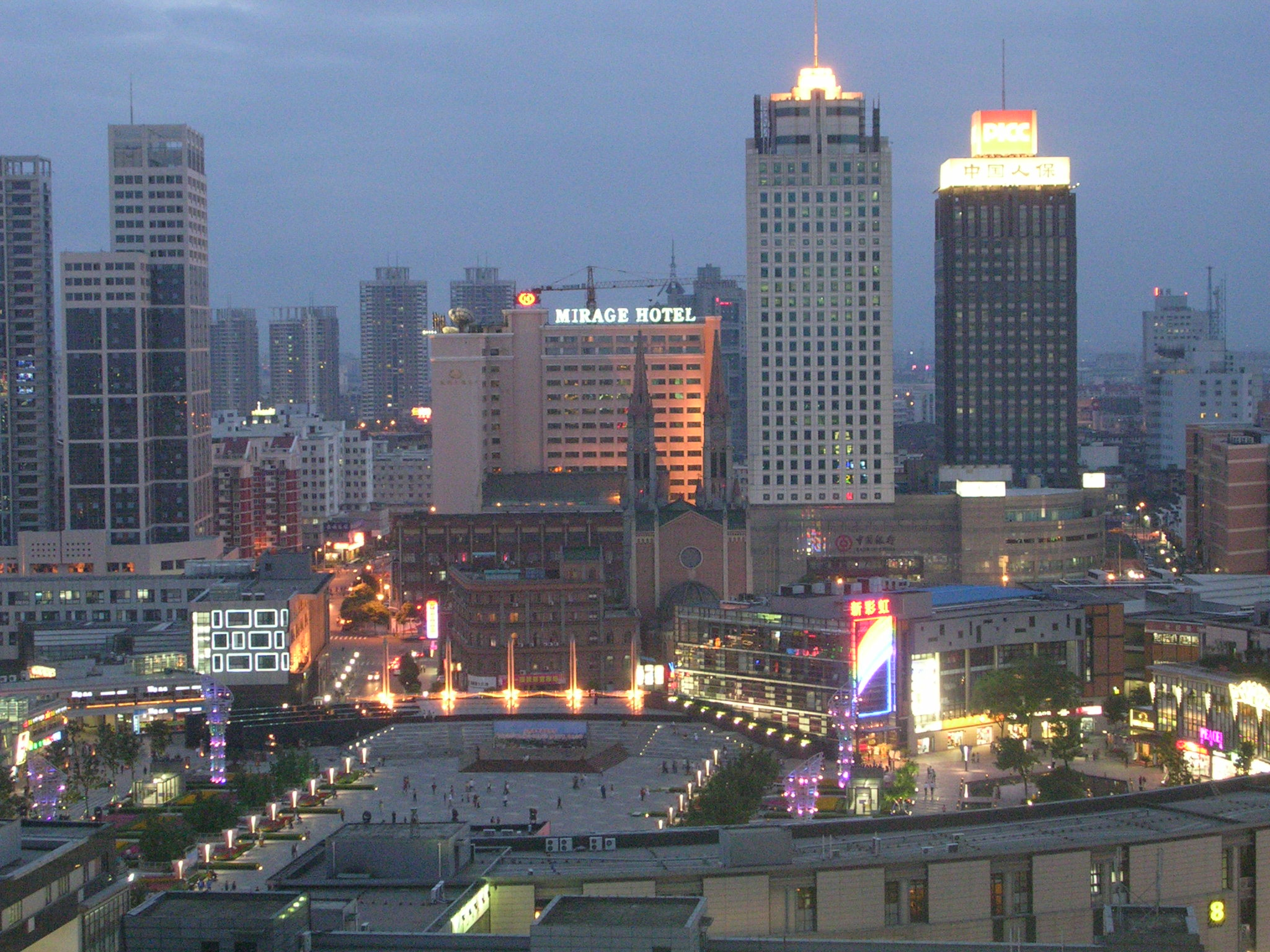
宁波天一广场

由于城市的长期发展，三江口长期是宁波的商业中心。太平天国时期，长江航运受阻，宁波成为南北货物的集散地，而三江口亦成为宁波最为繁华的地区，因而有“走遍天下，不如宁波江厦”之说。宁波中山路曾经聚集了状元楼、源康布行、四明药房等宁波老字号，而江厦街一带也曾遍布渔市、钱庄、裁缝、南北货等商铺。目前，三江口区域仍为宁波重要的商业中心。中山东路有“浙东商业第一街”之称。自1988年第一家现代化大型商场——华联商厦出现以来，从开明街口至江厦桥东不足一千米的路段上聚集了10家大型商场，营业总面积近20万平方米。建成于2002年10月的天一广场被誉为“甬城客厅”，2007年前十大商户销售总额达到30亿元，汇聚大量国际知名品牌，同时占据宁波市六区八成的家电销量。2009年开业的和义大道是宁波的奢侈品销售门户，开业一年销售额接近8亿元。2010年建成的宁波书城建成时为华东最大图书零售卖场。

## 交通

### 道路
宁波境内最早的沥青马路为1927年修建的自鼓楼到中山公园的公园路。1933年，在原城墙墙基上修建的环城马路建成。目前，三江口的道路网在三区形制各不相同，海曙区呈网状，鄞州区呈方格式，江北区则成倒三角式。目前，三江口主要的东西向道路有通途路、中山路、药行街-柳汀街等，南北向道路有解放路、人民路-江厦街-灵桥路、江东北路-江东南路等。

### 桥梁
宁波三江上出现最早的现代桥梁为灵桥，由德国西门子洋行承建，建成于1936年5月，目前已成为宁波重要的地标。截至2011年底，宁波三江上共有18座桥梁，其中位于规划三江六岸滨江休闲带中的桥梁共15座。这些桥梁形态各异，其中，姚江上的桥梁以梁式桥为主，奉化江上的桥梁以拱桥为主，甬江上的桥梁则以缆索式桥梁为主。
- 灵桥
- 甬台温铁路奉化江大桥
- 长丰桥
- 永丰桥
- 甬江大桥
- 外滩大桥

### 轨道交通
根据宁波轨道交通近期建设规划，宁波轨道交通1号线和2号线通过三江口，在鼓楼站形成换乘。至2015年12月，1号线和2号线已经开通运营，1号线江厦桥东、鼓楼-东门口区间，2号线城隍庙站、外滩大桥站等车站将用于商业开发。

## 未来发展

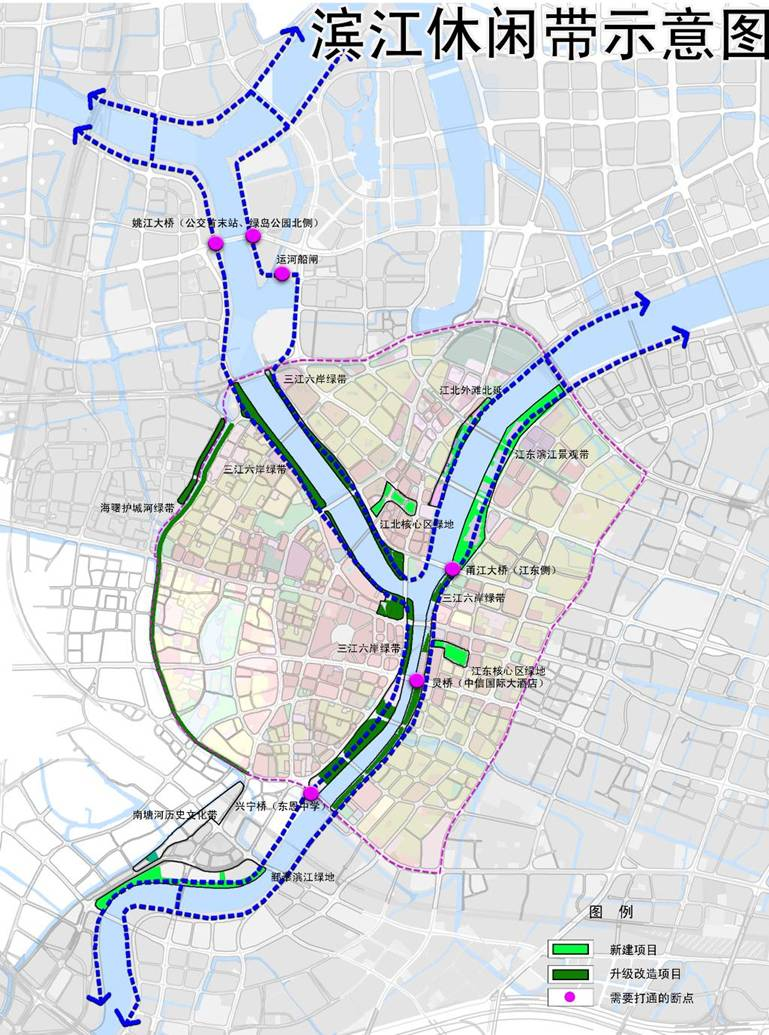
宁波滨江休闲带规划示意图

为了提升中心城区生活品质，2011年，宁波市政府通过《三江六岸滨江休闲带概念规划》，定名为“发现宁波”，意在将三江口建成富有宁波城市特色的地标。规划通过建设无机动车的滨江空间场，将旧城、老外滩和江东新开发区域相连，同时借助轨道交通1、2号线和环线公交发展中心城区慢行公交，为步行和自行车提供通畅的滨水通道。由于三江口对于宁波城市的重要意义，规划方案一出，立即引起宁波各界的热议。